# Maserati Tipo 63
La Tipo 63 è una autovettura da competizione costruita dalla Maserati nel 1961.

## Il contesto
Il modello era una della serie Birdcage con motore centrale. Sostituì la Tipo 60 e la Tipo 61 che avevano un propulsore anteriore, anche se questi ultimi modelli avevano una migliore distribuzione dei pesi.
La Tipo 63 era mossa da un propulsore a quattro cilindri da 260 CV derivato dalla Tipo 61. Questo motore fu avvicendato a metà stagione da un V12 da 3 L di cilindrata erogante 320 CV a 8200 giri al minuto, derivante dalla 350S e dalla 250F. Da questa modifica conseguirono problemi di surriscaldamento che avrebbero penalizzato i risultati sportivi. Il modello aveva due serbatoi posizionati lateralmente, ed in alcuni esemplari i cerchioni a raggi erano sostituiti da blocchi unici in fusione di magnesio.
Oltre al prototipo iniziale, vennero costruiti solo sei esemplari, acquistati a coppie dalla Camoradi e dalla Scuderia Serenissima.
Sulla stessa base telaistica vennero in seguito costruiti i due esemplari della Maserati Tipo 64 che parteciparono alle competizioni l'anno successivo.

## Le competizioni
Destinata a competere principalmente nelle gare del Campionato mondiale sportprototipi, il debutto nelle corse fu nel 1961 alla 12 Ore di Sebring. Nella Targa Florio del 1961 giunse quarta con Maurice Trintignant e Nino Vaccarella, e quinta con Umberto Maglioli e Giorgio Scarlatti. Nello stesso anno, con alla guida Augie Papst e Dick Thompson, arrivò quarta alla 24 Ore di Le Mans, malgrado i lunghi pit stop a causa dell'eccessivo surriscaldamento del motore, che causò anche la fusione delle 24 candele. Dopo questo tribolato inizio di stagione, la Tipo 63 conseguì buoni risultati negli Stati Uniti d'America con alla guida Walt Hangsen, alla 500 km di Bridgehampotn, a New York ed alla 500 miglia di Elkhart Lak, nel Wisconsin.

## Caratteristiche tecniche
L'accensione era doppia con spinterogeno di marca Marelli. L'alimentazione era ad aspirazione libera con sei carburatori tipo Weber 35 DCV o tre Weber 38 IDM.
Il motore era un V12 a 60°. L'alesaggio e la corsa erano rispettivamente di 70,4 e 64 mm, mentre la cilindrata era di 2989,5 cm³. Il rapporto di compressione era 10:1. La distribuzione era a due valvole per cilindro con doppio albero a camme in testa. La lubrificazione era forzata con pompe di mandata e recupero. Il sistema di raffreddamento era a circolazione d’acqua con pompa centrifuga. La potenza erogata era di 320 CV a 8200 giri al minuto.
I freni erano a disco sulle ruote con comando idraulico ed aveva un serbatoio da 120 L. Le sospensioni erano a molle elicoidali con ammortizzatori telescopici Koni. Lo sterzo era a cremagliera. La trasmissione aveva un cambio installato in blocco con il differenziale ed aveva cinque rapporti più la retromarcia.
La carrozzeria era biposto sport in alluminio aperta. Il telaio era tubolare a traliccio, reticolato.
La Tipo 63 raggiungeva una velocità massima di 312 km/h.